# Constituição da Islândia
A Constituição da Islândia (em islandês: Stjórnarskrá lýðveldisins Íslands) foi promulgada em 1944 pelo Parlamento da Islândia, após ter sido aprovada em referendo pelo povo islandês.

O Artigo 1 do documento define a Islândia como uma república constitucional.

## Ligações exteriores
- Texto da Constituição da Islândia (em islandês)
- Texto da Constituição da Islândia (em inglês)
- Texto da Constituição da Islândia (em francês)